# Confine tra Guinea e Senegal
Il confine tra la Guinea e il Senegal ha una lunghezza di 363 km e va dal triplice confine con la Guinea-Bissau a ovest fino al triplice confine con il Mali a est.

## Descrizione
Il confine inizia a ovest al triplice confine con la Guinea-Bissau, procedendo verso est attraverso una serie di linee terrestri irregolari e alcuni fiumi (in particolare il Mitji, Termossé e Soudoul), prima di terminare al triplice confine del Malian a est sul fiume Balinko.

## Storia
La Francia aveva iniziato a stabilirsi nella regione del moderno Senegal nel XVII secolo, annettendo in seguito la costa di quella che oggi è la Guinea, alla fine del XIX secolo come colonia Rivières du Sud.
Quest'ultima area fu costituita come Guinea francese nel 1893, e con essa il Senegal, divenuti successivamente parte della colonia dell'Africa Occidentale Francese. Un confine delimitato in un arrêté francese il 15 novembre 1898, descritto più dettagliatamente da un ulteriore arrêté del 27 febbraio 1915, prima di essere finalizzato al suo limite attuale con un decreto del 13 dicembre 1933.
Il movimento per la decolonizzazione è cresciuto dopo la seconda guerra mondiale e la Francia ha gradualmente concesso più diritti politici e rappresentanza alle colonie dell'Africa subsahariana, arrivando alla concessione di un'ampia autonomia interna all'Africa occidentale francese nel 1958 nell'ambito della Comunità francese. Nel 1958 la Guinea ottenne l'indipendenza, seguita dal Senegal nel 1960.

## Insediamenti vicino al confine

### Guinea
- Youkounkoun

### Senegal
- Nepen Diakha
- Fongolembi
- Niagalankome